# Simplicibracon maculigaster
Simplicibracon maculigaster är en stekelart som beskrevs av Donald L.J. Quicke 1988. Simplicibracon maculigaster ingår i släktet Simplicibracon och familjen bracksteklar. Inga underarter finns listade i Catalogue of Life.